# Max Headroom
Max Headroom è una serie televisiva fantascientifica trasmessa dal 1987 al 1988, basata sull'omonimo personaggio ideato da Annabel Jankel e Rocky Morton e apparso per la prima volta nel 1985 come annunciatore del programma di video musicali The Max Talking Headroom Show sul canale televisivo britannico Channel 4.
Fu la prima serie TV a tema cyberpunk ad andare in onda in prima serata su uno dei principali canali statunitensi. La serie fu sviluppata a partire dal film TV britannico Max Headroom: 20 Minutes into the Future che venne adattato per l'episodio pilota. La serie è composta di due stagioni di sei e otto episodi rispettivamente.
Ogni episodio riporta all'inizio, dopo i titoli di testa, il titolo del film TV originale, 20 Minutes into the Future ("venti minuti nel futuro"), per indicare che la storia si svolge in un futuro prossimo; il titolo in questo modo rappresenta la tagline dell'intera serie.

## Produzione
Il personaggio di Max Headroom apparve per la prima volta nel 1985 come annunciatore in un programma di video musicali sul canale televisivo britannico Channel 4, dal nome The Max Talking Headroom Show.
L'idea era di rappresentare un personaggio futuribile generato al computer. Max Headroom aveva l'aspetto di una testa stilizzata all'interno di un televisore, con uno sfondo di linee colorate in rotazione.
Il nome "Max Headroom" deriva dall'espressione inglese per "altezza massima" utilizzata nei segnali stradali, ma in elettronica e nel campo dell'audio (sia digitale e che analogico) headroom è anche il termine usato per descrivere il livello massimo di un circuito amplificatore di gestire segnali in modo che non vadano in distorsione.
Nonostante la pubblicità al programma, l'immagine di Max non era in realtà generata al computer. La tecnologia degli anni ottanta non era infatti tanto avanzata da permettere di ottenere l'immagine di una testa parlante, con sincronismo sul parlato in modo pratico per l'uso in una serie televisiva. L'immagine di Max era ottenuta truccando l'attore Matt Frewer con addosso un abito da sera di fibra di vetro, sovrimpressa a uno sfondo geometrico astratto in movimento.
L'episodio numero uno (titolo originale "Blipverts") è una rielaborazione del film tv Venti minuti nel futuro, con buona parte del cast sostituito da quello della serie e qualche modifica. Ad esempio, nel film originale Max è contenuto in un'unità hardware fisica (che poi viene rubata dall'emittente pirata "Big-Time TV"), mentre nel telefilm è puro software e può trasferirsi liberamente da un sistema all'altro (solitamente decide di stabilirsi nel mainframe di Network 23).
Un altro interessante aspetto è il futuribile collegamento via radio tra la videocamera che riprende le scene durante gli scoop di Edison Carter e l'elicottero d'appoggio di Network 23 che, a sua volta, lo trasmette alla sede dell'emittente in modo da avere immagini in diretta. Una tecnica televisiva che sarebbe divenuta realtà solo qualche anno dopo la messa in onda della serie tv Max Headroom.

## Trama
In un futuro prossimo, in cui i network televisivi hanno assunto un potere tale da guidare il mondo (ad esempio, sono vietati i pulsanti di spegnimento dei televisori e le tele-elezioni sono vinte dal candidato associato all'emittente con il più alto share durante il periodo elettorale), Edison Carter, un giornalista d'assalto, è sempre a caccia di scoop con la sua telecamera in spalla, famoso per i suoi collegamenti "dal vivo e in diretta" per l'importante telegiornale di Network 23.
Un giorno, Carter si intrufola in un palazzo alla ricerca di informazioni su affari loschi dello stesso Network 23 (è allo studio un sistema di messaggi subliminali ad alta intensità, e qualcuno ha intenzione di utilizzarlo nonostante in certi soggetti sensibili possa portare a un sovraccarico del sistema nervoso e a un'esplosione della persona), ma durante una fuga in moto gli viene calata davanti la sbarra di un "checkpoint". "Max Headroom" (altezza massima), scritto sulla sbarra, è l'ultima cosa che vede prima di sbatterci la testa e perdere i sensi. Per venire a conoscenza di cosa abbia scoperto il giornalista riguardo alla pubblicità subliminale, viene sfruttato un sistema creato da un ragazzo, genio dei computer, che "legge" il contenuto della testa di Carter e ne ricrea una copia digitale, una vera intelligenza artificiale. All'inizio, questo personaggio virtuale è un po' confuso e ripete il "Max Headroom" letto dal giornalista, che diventa così il suo nome.
Carter riesce a cavarsela, e così poi la serie si articola sulle sue avventure alla ricerca degli scoop più spettacolari e pericolosi e sul rapporto con il suo alter ego virtuale (che possiede buona parte dei suoi ricordi, ma comunque sviluppa una personalità piuttosto autonoma e alquanto eccentrica), che diventa "suo amico" e spesso lo segue, mostrandosi su televisori e monitor. Ad affiancare il giornalista ci sono Theora Jones (interpretata da Amanda Pays), che comunica con lui via radio (lo guida visualizzando su un terminale le piantine dei palazzi) e Bryce Lynch, il giovanissimo hacker che ha creato Max Headroom.

## Episodi

### Film TV
| nº | Titolo originale                         | Titolo italiano | Prima TV UK   | Prima TV Italia |
| -- | ---------------------------------------- | --------------- | ------------- | --------------- |
| F  | Max Headroom: 20 Minutes into the Future | Max Headroom    | 4 aprile 1985 | 2 agosto 1987   |

### Serie TV
| Stagione         | Episodi | Prima TV originale | Prima TV Italia |
| ---------------- | ------- | ------------------ | --------------- |
| Prima stagione   | 6       | 1987               | 1989            |
| Seconda stagione | 8       | 1987               | 1989            |

### Trasmissione

#### In Italia
In Italia, la serie avrebbe dovuto essere trasmessa ogni lunedì, a partire dal 2 gennaio 1989; la trasmissione si sarebbe dovuta concludere lunedì 3 aprile 1989. Questa programmazione venne rispettata solamente per i primi 4 episodi; a partire dal quinto episodio, la serie venne spostata al martedì. Infine, essa restò nel palinsesto ufficiale fino al decimo episodio, trasmesso il 14 marzo 1989, per poi essere cancellata: gli ultimi 4 episodi vennero trasmessi in modo saltuario, non si sa se già nel corso del 1989, oppure solamente in occasione delle repliche trasmesse nel 1992 e nel 1993.
Alcuni episodi in Italia vennero trasmessi in ordine differente rispetto alla trasmissione originale: il terzo episodio venne trasmesso per secondo e viceversa; il quarto venne trasmesso per sesto, e di conseguenza gli originali quinto e sesto episodio divennero il quarto e il quinto.

## Altri media
Nel 1986 il personaggio fu il protagonista del video del brano musicale Paranoimia del gruppo Art of Noise.
Il personaggio del Capo, intelligenza artificiale co-protagonista della serie animata Dov'è finita Carmen Sandiego? presenta alcune somiglianze con Max Headroom.
Nel 2000 esce il videoclip della canzone Another Way di Gigi D'Agostino che vede il DJ trasformarsi in un personaggio molto simile a Max Headroom.
Sempre nel 1986 la Quicksilva pubblicò il videogioco per computer Max Headroom, basato con licenza ufficiale sulla serie.

## Influenza culturale
Il personaggio di Max Headroom fu molto popolare nel corso degli anni ottanta, tanto da essere citato in numerose opere successive.
L'interferenza di Max Headroom fu un atto di pirateria televisiva avvenuto a Chicago il 22 novembre 1987 che utilizzava l'immagine del personaggio.
Il personaggio di Theora Jones è stato l'ispirazione per il nome del codec video Theora.
Il rapper Eminem viene rappresentato nelle fattezze di Max Headroom nel video Rap God del 2013.
Il personaggio di Max Headroom è anche apparso in Pixels, nella scena della battaglia finale contro i videogiochi.
Nel settimo episodio della quarta stagione della serie TV di fantascienza Farscape, dal titolo John Chisciotte (in originale John Quixote), uno dei protagonisti della serie, John Crichton, finisce in un gioco in realtà virtuale in cui incontra più volte una versione di se stesso e del personaggio Stark con le movenze tipiche di Max Headroom.
Nel video musicale di Another Way di Gigi D'Agostino, il cantante appare nei panni di Max Headroom.